# Cristoforo Cortese
Cristoforo Cortese (Venezia, XIV secolo – XV secolo) è stato un miniatore e pittore italiano.

## Biografia
Cristoforo Cortese è considerato il più grande miniaturista tardogotico italiano. 
La scuola padovana giottesca è facilmente identificabile nelle composizioni miniate del Cortese.
Di lui non si conosce nulla fino a che vennero citate le sue miniature realizzate a Venezia e delle quali si parla la prima volta nel 1409. Nel 1445 è da poco morto.
Cristoforo Cortese, lavorò a Bologna per il convento domenicano che ospita la tomba di San Domenico, poi a Venezia per il convento domenicano di San Giovanni e Paolo. Miniò i codici dei due monasteri ed ebbe in cambio dai monaci uno o due lotti a Venezia, nella palude attorno al convento, palude che i monaci stavano bonificando, avendola avuta a loro volta in dono dallo Stato Veneziano. Su uno di questi lotti fece la propria casa. Precedentemente aveva abitato nei presso di Calle della Cortesia, ora l'urbanistica della zona risulta stravolta dalle demolizioni ottocentesche, e difficilmente identificabile il luogo esatto della sua dimora, e prima ancora, abitò con i genitori sopra una piccola bottega nel mercato di Rialto, nel confine parrocchiale di Sant'Aponal. Cortese era imparentato col Franzoso che era detto anche di Francia, per aver lavorato a Bologna come allievo nella bottega di un artista francofono di origine presumibilmente belga. Cristoforo Cortese lavorò assieme al Franzoso nel cantiere della celebre Ca d'Oro a Venezia, dorandone i fregi e affrescandone gli interni. Non resta alcuna traccia delle decorazioni interne del Cortese, ma i documenti d'archivio che riguardano la singolare vicenda della ricostruzione della Ca d'Oro, sono conservati a Venezia. In località Campo Santa Marina, dove abitò il Franzoso è ancora presente la dicitura "Sotoportego de l'indorador" che fa riferimento alle proprietà familiari dei Cortese e dei Franzoso. Due figli maschi del Franzoso andarono preti.
Le sue miniature note sono rappresentate da un libro di preghiere realizzato a Venezia intorno al 1430 ed altri codici miniati risultanti da un testamento del 1445 quando egli era già morto.
Si sposò due volte e dalla seconda moglie ebbe un figlio e due figlie. I Cortese continuarono ad abitare nel quartiere e tennero un'argenteria nel '400-'500. Documentati come argentieri fino alla fine del '700. Nel Confinio della Parrocchia di Santa Marina è presente una piazzetta denominata Corte Cortese, dove i Cortese ebbero altre proprietà.